# Ectochela nigrilineata
Ectochela nigrilineata är en fjärilsart som beskrevs av M.Gaede 1915. Ectochela nigrilineata ingår i släktet Ectochela och familjen nattflyn. Inga underarter finns listade i Catalogue of Life.